# برنامه‌نویسی عامل گرا
برنامه‌نویسی عملگرا (به انگلیسی: Agent-oriented programming) یک پارادایم برنامه‌نویسی است که در آن ساخت برنامه مبتنی بر مفهوم عامل نرم‌افزاری است.
این نوع برنامه‌نویسی در مقایسه با برنامه‌نویسی شیءگرا که از اشیاء (ارائه روش با پارامترهای متغیر) در هسته خود استفاده می‌کند، دارای عامل نرم‌افزاری خارجی در هسته اصلیش هست که با رابط و قابلیت‌های پیام رسانی کار خود را انجام می‌دهد.
این نوع معماری را می‌توان به عنوان نوعی انتزاعی از اشیاء اطلاق کرد و طریقه کار آن به این صورت است که پیام‌های رد و بدل شده با دریافت عامل نرم‌افزاری تفسیر شده و به روش خاص خود به کلاس ارسال می‌شوند.

## فریم ورک ها و چهارچوب ها
فریم ورک ها و چهارچوب های زیادی در برنامه نویسی عامل گرا وجود دارد در پایین نمونه های ساده ای از انها را در زبان های گونان برنامه نویسی پرداختیم.

### JADE
یکی از چارچوب نرم‌افزاری یا فریم ورک های برنامه نویسی عامل گرا  در جاوا Jade نام دارد  
نمونه ای ساده از این فریم ورک : 
```
package
 
helloworld
;

import
 
jade.core.Agent
;

public
 
class
 
Hello
 
extends
 
Agent
 
{

	

	
protected
 
void
 
setup
()
 
{
 

		
System
.
out
.
println
(
"Hello World. "
);

		
System
.
out
.
println
(
"My name is "
+
 
getLocalName
());
 

	
}

	

	
public
 
Hello
()
 
{

		
System
.
out
.
println
(
"Constructor called"
);

	
}

}

```